# Nestea
Nestea es una marca de té helado suiza. Provee variedad de productos basados en el té, tanto regulares como dietéticos, que incluyen concentrados líquidos y en polvo, tés refrigerados, y botellas con bebida lista para beber que se venden en comercios o mediante máquinas expendedoras. La bebida viene en diferentes sabores, dependiendo del país.

## Historia
Nestea fue lanzado por Nestlé en 1948. Desde 1991, fue fabricado por Beverage Partners Worldwide (BPW), una empresa conjunta entre Nestlé y The Coca-Cola Company, a nivel mundial; y por The Coca-Cola Company en Estados Unidos. A principios de 2017, Nestlé y Coca-Cola acordaron finalizar la empresa conjunta tras 16 años de colaboración. Una de las razones fue que Coca-Cola y Nestlé deseaban adoptar estrategias diferentes en un mercado en constante evolución. Nestlé se encargaría de la distribución de Nestea en la mayoría de los países, excepto en Andorra, Bulgaria, Canadá, España, Portugal, Rumanía y Serbia, donde The Coca-Cola Company conservaría la licencia.
A finales de 2024, el contrato de Coca-Cola con Nestlé en los territorios restantes donde distribuían el producto no se renovó. Nestlé firmó acuerdos con distintas empresas para la fabricación y distribución de Nestea. En Canadá, por ejemplo, se asoció con Keurig Dr Pepper, mientras que en España, Portugal, Andorra y Gibraltar, Nestea es comercializado y distribuido por la empresa cervecera Damm desde el 1 de enero de 2025.

## Mercados
En 2010, Nestea era distribuido en: Alemania, Aruba, Australia, Austria, Bélgica, Bosnia y Herzegovina, Brasil, Bulgaria, Islas Caimán, Canadá, Chile, China, Colombia, Corea del Sur, Costa Rica, Croacia, Chipre, República Checa, Dinamarca, El Salvador, Eslovaquia, España, Estados Unidos, Estonia, Filipinas, Finlandia, Francia, Grecia, Guadalupe, Guam, Guayana Francesa, Guinea Ecuatorial, Hong Kong, Hungría, Islandia, India, Indonesia, Irlanda, Israel, Italia, Letonia, Líbano, Lituania, Luxemburgo, Macao, Malta, Islas Marianas, Marruecos, Martinica, México, Noruega, Países Bajos, Panamá, Perú, Portugal, Polonia, Rumanía, Rusia, San Cristóbal y Nieves, Serbia, Sudáfrica, Suecia, Taiwán, Tailandia, Islas Turcas y Caicos, Turquía, Ucrania, Venezuela, Vietnam y las Islas Vírgenes de los Estados Unidos
En 2009, los mercados más grandes de Nestea eran Estados Unidos, México, Canadá, Australia, Taiwán, Italia, España, Suiza, Alemania y Vietnam.
Debido a la adquisición de Fuze Beverage por parte de The Coca-Cola Company, en México Nestea dejó de ser comercializado a través de Coca-Cola y en su lugar fue puesto Fuze Tea, utilizando por cierto, el mismo envase, lo que en realidad, para los consumidores en México, resultó sumamente confuso. No fue sino a través de una gran campaña mediática que se pudo hacer una clara diferencia entre ambos productos.

## Productos
- Sweetened lemon Naturally Flowoured Iced Tea
- Diet Sweetened Lemon Naturally Flowoured Iced Tea
- Sweetened Green Tea
- Unsweetened Iced Tea
- Sweetened Iced Tea